# Кочарія
Кочарія (словен. Kočarija) — поселення в общині Костанєвиця-на-Кркі, Споднєпосавський регіон, Словенія. Висота над рівнем моря: 239,7 м.